# He Jun
He Jun (Kinesiska: 何 軍), född den 3 mars 1969 i Peking, Kina, är en kinesisk basketspelare som var med och tog tog OS-silver 1992 i Barcelona. He deltog även fyra år senare i dambasketen 1996 i Atlanta.